# High Times — The Best of Fools Garden
High Times — The Best of Fools Garden — сборник немецкой поп-рок-группы Fools Garden, вышедший 2 октября 2009 года. Это был первый релиз группы, выпущенный после подписания контракта с BMG Rights Management, а также в принципе один из наиболее ранних релизов этой компании, образовавшейся за год до этого. Автором обложки сборника стала немецкий дизайнер и фотограф Мартина Дригнат, сотрудничавшая также с такими исполнителями, как Kettcar, Энно Бунгер и Kilians.
Сборник включал в себя многие известные песни группы, три из которых, «Lemon Tree», «Wild Days» и «Suzy», были специально перезаписаны.

## Веб-тур
Для продвижения релиза был использован план, разработанный выпускником Падернборнского университета Олафом Менне. На протяжении 17 дней каждый из треков был доступен для бесплатного скачивания в формате MP3 в течение 24 часов. Каждый день промокоды на скачивание были размещены на каком-либо из сторонних сайтов и могли быть использованы на официальном сайте группы. Перечень направленности сайтов был крайне разнообразным, при этом сайт подбирался так, чтобы тематически он соответствовал размещаемой песне.
Песня «High Time» была доступной для скачивания дважды, начиная и закрывая веб-тур, а «Lemon Tree» была доступна в один день сразу на трёх ресурсах. Песня «Peter Is Riding His Horse», выпущенная в 2005 году на альбоме Ready for the Real Life, не была включена в сборник, но, тем не менее, она тоже была доступной для скачивания.

«Я не знаю ни одной другой группы, которая делала что-то подобное раньше. Идея пришла от нашего интернет-специалиста Олафа Менне. Мы сразу же загорелись энтузиазмом, потому что эта кампания отлично подходит для всех участников: владельцы сайтов могут предложить своим пользователям дополнительный контент с помощью бесплатной песни. Взамен у нас есть возможность представить наш новый альбом». Оригинальный текст (нем.)Ich kenne keine andere Band, die eine solche Aktion schon einmal durchgeführt hat. Die Idee stammt von unserem Internetspezialisten Olaf Menne. Wir waren sofort begeistert, da die Aktion für alle Beteiligten super ist: Die Seitenbetreiber können ihren Nutzern mit dem kostenlosen Song einen echten Mehrwert bieten. Uns bietet sich im Gegenzug die Chance, unser neues Album zu präsentieren.
— Петер Фройденталер о веб-туре.
| Дата       | Песня                       | Веб-адрес                                        | Описание |
| ---------- | --------------------------- | ------------------------------------------------ | --- |
| 5 октября  | «High Time»                 | dttl.tv                                          | Веб-портал немецкой лиги настольного тенниса. |
| 6 октября  | «Count On Me»               | eltern.de                                        | Сайт журнала Eltern. |
| 7 октября  | «Suzy»                      | naturkost.de                                     | Веб-портал о здоровье и питании. |
| 8 октября  | «Wild Days»                 | goodtimes-magazin.de                             | Сайт журнала Good Times, специализирующегося на музыке 60-х, 70-х и 80-х годов. |
| 9 октября  | «Million Dollar Baby»       | ComeUnited.Com                                   | Сайт журнала и сообщества для деятелей и творческих людей. |
| 10 октября | «Why Did She Go?»           | julianeigel.com                                  | Официальный сайт певицы Джулии Нейгель (нем. Julie Neigel). |
| 11 октября | «Rainy Day»                 | elderbeerfelder.com                              | Сайт крупнейшего немецкого форума фанатов The Beatles. |
| 12 октября | «Lemon Tree»                | lautstorm.de taubenstrasse.de peter-morscheck.de | Сайт агентства бронирования и онлайн-продвижения Lautstrom. Официальный сайт дизайнера и фотографа Мартины Дригнат (нем. Martina Drignat). Официальный сайт музыканта Петера Моршека (нем. Peter Morscheck). |
| 13 октября | «Probably»                  | cdstarts.de                                      | Сайт музыкального журнала CDstarts.de. |
| 14 октября | «Life»                      | rock-spot.de                                     | Сайт музыкального журнала Rockspot. |
| 15 октября | «Peter Is Riding His Horse» | tier.tv                                          | Сайт первого немецкого телеканала про животных TIER.TV. |
| 16 октября | «Dreaming»                  | schlaflos-in-meunchen.de                         | Веб-страница подкаста «Неспящие в Мюнхене» от Анник Рубенс. |
| 17 октября | «Comedy Song»               | normcast.de                                      | Сайт Нормана Остуса (нем. Norman Osthus), одного из первых немецких подкастеров. |
| 18 октября | «Welcome Sun»               | link-events.de                                   | Сайт агентства по организации мероприятий. |
| 19 октября | «Home»                      | pz-news.de                                       | Сайт пфорцхаймской газеты Pforzheimer Zeitung. |
| 20 октября | «I Got A Ticket»            | 11x11.com                                        | Браузерная футбольная игра. |
| 21 октября | «High Time»                 | die-krise-kann-mich-mal.de                       | Сайт кампании «Кризис убьёт меня», направленной на борьбу с депрессией у населения, в связи с мировым экономическим кризисом.                                                                                |

## Best of Unplugged — Live
Премиум-издание сборника также включало второй диск с концертным альбомом Best of Unplugged — Live. Все композиции были записаны в 2008 году в Пфорцхайме, Бракенхайме и Регенсбурге в рамках концертного тура «Best of Unplugged Tour». Все песни были исполнены на акустических инструментах, в концертный альбом были включены такие известные песни группы, как «It Can Happen» и «Man of Devotion», не вошедшие в оригинальный сборник. Песня «Finally», в студийной записи спетая Петером Фройденталером, в концертной записи исполнена Фолькером Хинкелем. После выпуска альбома группа продолжила «Best of Unplugged Tour» в 2010 году.

## Список композиций
| №   | Название                    | Автор(ы)                   | Исходный альбом                                 | Длительность |
| --- | --------------------------- | -------------------------- | ----------------------------------------------- | ------------ |
| 1.  | «Lemon Tree» (2009 Version) | Хинкель/Фройденталер       | Dish of the Day (1995)                          | 3:07         |
| 2.  | «Wild Days» (2009 Version)  | Хинкель/Фройденталер       | Dish of the Day (1995)                          | 3:29         |
| 3.  | «Probably»                  | Хинкель/Фройденталер       | Go and Ask Peggy for the Principal Thing (1997) | 2:50         |
| 4.  | «Why Did She Go?»           | Хинкель/Фройденталер       | Go and Ask Peggy for the Principal Thing (1997) | 3:24         |
| 5.  | «Rainy Day»                 | Хинкель/Фройденталер       | Go and Ask Peggy for the Principal Thing (1997) | 3:12         |
| 6.  | «Suzy» (2009 Version)       | Хинкель/Фройденталер       | For Sale (2000)                                 | 4:02         |
| 7.  | «Dreaming»                  | Хинкель/Фройденталер       | 25 Miles to Kissimmee (2003)                    | 3:39         |
| 8.  | «Welcome Sun»               | Хинкель/Фройденталер       | Ready for the Real Life (2005)                  | 4:24         |
| 9.  | «Count On Me»               | Хинкель/Фройденталер       | Ready for the Real Life (2005)                  | 3:35         |
| 10. | «Comedy Song»               | Хинкель/Фройденталер/Хольц | Ready for the Real Life (2005)                  | 3:05         |
| 11. | «Life»                      | Хинкель/Фройденталер       | Ready for the Real Life (2005)                  | 4:34         |
| 12. | «I Got A Ticket»            | Хинкель/Фройденталер       | Одноимённый сингл (2006)                        | 3:39         |
| 13. | «Home»                      | Хинкель/Фройденталер       | Home (2008)                                     | 4:38         |
| 14. | «Million Dollar Baby»       | Хинкель/Фройденталер       | Home (2008)                                     | 3:19         |
| 15. | «High Time»                 | Хинкель/Фройденталер       | Ранее не выпускалась                            | 3:46         |

| №   | Название                                            | Автор(ы)             | Исходный альбом                                 | Длительность |
| --- | --------------------------------------------------- | -------------------- | ----------------------------------------------- | ------------ |
| 16. | «Home» (Acoustic Live Version)                      | Хинкель/Фройденталер | Home (2008)                                     | 4:45         |
| 17. | «Closer» (Acoustic Live Version)                    | Хинкель/Фройденталер | 25 Miles to Kissimmee (2003)                    | 4:16         |
| 18. | «Probably» (Acoustic Live Version)                  | Хинкель/Фройденталер | Go and Ask Peggy for the Principal Thing (1997) | 3:04         |
| 19. | «Daihaminkay» (Acoustic Live Version)               | Хинкель/Фройденталер | Ready for the Real Life (2005)                  | 4:29         |
| 20. | «The Principal Thing» (Acoustic Live Version)       | Хинкель/Фройденталер | Go and Ask Peggy for the Principal Thing (1997) | 4:53         |
| 21. | «25 Miles to Kissimmee» (Acoustic Live Version)     | Хинкель/Фройденталер | 25 Miles to Kissimmee (2003)                    | 4:31         |
| 22. | «Dreaming» (Acoustic Live Version)                  | Хинкель/Фройденталер | 25 Miles to Kissimmee (2003)                    | 4:50         |
| 23. | «Welcome Sun» (Acoustic Live Version)               | Хинкель/Фройденталер | Ready for the Real Life (2005)                  | 4:35         |
| 24. | «Finally» (Acoustic Live Version)                   | Хинкель/Уисслер      | Dish of the Day (1995)                          | 5:05         |
| 25. | «Cook It a While» (Acoustic Live Version)           | Хинкель/Фройденталер | Ready for the Real Life (2005)                  | 3:43         |
| 26. | «Lemon Tree» (Acoustic Live Version)                | Хинкель/Фройденталер | Dish of the Day (1995)                          | 5:21         |
| 27. | «Man of Devotion» (Acoustic Live Version)           | Хинкель/Фройденталер | Ready for the Real Life (2005)                  | 5:43         |
| 28. | «It Can Happen» (Acoustic Live Version)             | Хинкель/Фройденталер | For Sale (2000)                                 | 5:40         |
| 29. | «Peter Is Riding His Horse» (Acoustic Live Version) | Хинкель/Фройденталер | Ready for the Real Life (2005)                  | 4:16         |
| 30. | «Suzy» (Acoustic Live Version)                      | Хинкель/Фройденталер | For Sale (2000)                                 | 6:06         |

## Участники записи
| Fools Garden (на момент выпуска) - Петер Фройденталер (нем. Peter Freudenthaler) — вокал, клавишные, композитор - Фолькер Хинкель (нем. Volker Hinkel) — вокал, бэк-вокал, гитара, композитор - Дирк Блюмлейн (нем. Dirk Blümlein) — бэк-вокал, бас-гитара - Клаус Мюллер (нем. Claus Müller) — ударные Технический персонал - Мартина Дригнат (нем. Martina Drignat) — оформление обложки - Свен Гейгер (нем. Sven Geiger) — мастеринг - Стеффен Рутоф (нем. Steffen Ruthof) — запись концертного альбома | Бывшие участники (на момент выпуска) - Томас Мангольд (нем. Thomas Mangold) — бас-гитара, бэк-вокал - Роланд Рёль (нем. Roland Röhl) — клавишные, бэк-вокал - Ральф Вохеле (нем. Ralf Wochele) — ударные - Габриэль Хольц (нем. Gabriel Holz) — гитара, бэк-вокал, композитор - Клаус-Дитер Уисслер (нем. Claus-Dieter Wissler) — композитор |